# ロシアの州
本項では、ロシアの州（ロシアのしゅう）について説明する。
ロシア連邦は2014年3月21日現在、85の連邦構成主体に分かれるが、そのうち46は州（ロシア語: о́бласть, 英語: oblast）を称する。
州は連邦大統領により指名される知事と、州民により選出される議会を持つ。地方と基本的な機能に差はない。
州を意味するオーブラスチは、ロシアのみならずスラヴ諸国で州など地方行政区分の名称として使われている。ロシア帝国時代には、内地の県（グベールニヤ）に対して辺境の総督府の下に州が置かれた。ソビエト連邦時代初期の1920年代の再編により、ソ連国内はソビエト連邦構成共和国に分けられ、その下に自治共和国、地方、そして州が置かれるようになっている。

## ロシアの州の一覧
| 01. アムール州 02. アルハンゲリスク州 03. アストラハン州 04. ベルゴロド州 05. ブリャンスク州 06. チェリャビンスク州 07. ―― 08. イルクーツク州 09. イヴァノヴォ州 10. カリーニングラード州 11. カルーガ州 12. ケメロヴォ州 13. キーロフ州 14. コストロマ州 15. クルガン州 16. クルスク州 | 17. レニングラード州 18. リペツク州 19. マガダン州 20. モスクワ州 21. ムルマンスク州 22. ニジニ・ノヴゴロド州 23. ノヴゴロド州 24. ノヴォシビルスク州 25. オムスク州 26. オレンブルク州 27. オリョール州 28. ペンザ州 29. プスコフ州 30. ロストフ州 31. リャザン州 32. サハリン州 | 33. サマラ州 34. サラトフ州 35. スモレンスク州 36. スヴェルドロフスク州 37. タンボフ州 38. トムスク州 39. トヴェリ州 40. トゥーラ州 41. チュメニ州 42. ウリヤノフスク州 43. ヴラジーミル州 44. ヴォルゴグラード州 45. ヴォログダ州 46. ヴォロネジ州 47. ヤロスラヴリ州 48. ヘルソン州（ウクライナと帰属係争中） 49. ザポロージェ州（ウクライナと帰属係争中） |

注)ヘルソン州およびザポロージェ州は上掲の地図に書かれていない。